# Anglo-afghanska fördraget 1919
Anglo-afghanska fördraget 1919 även kallat Fördraget i Rawalpindi, var ett vapenstillestånd mellan Storbritannien och Afghanistan under Tredje anglo-afghanska kriget. Det skrevs på den 8 augusti 1919 i Rawalpindi. Fördraget innebar att Storbritannien erkände Afghanistans oberoende, och att Brittiska Indien aldrig skulle utvidgas bortom Khyberpasset. Britterna slutade också att ge subsidie till Afghanistan.

### Fotnoter
1. ↑  N. A. Khalfin, "Anglo-Afghan Treaties and Agreements of the 19th and 20th Centuries" Läst 26 juni 2012.
2. ↑  ”Third Afghan War (1919)”. National Army Museum. Arkiverad från originalet den 8 juni 2012. https://web.archive.org/web/20120608223454/http://www.nam.ac.uk/exhibitions/online-exhibitions/road-kabul/third-afghan-war. Läst 26 februari 2012.